# Jeremiah Davis
Jeremiah Jashon Davis (* 31. August 2001 in Lehigh Acres, Florida) ist ein US-amerikanischer Leichtathlet, der sich auf den Weitsprung spezialisiert hat.

## Sportliche Laufbahn
Jeremiah Davis wuchs in Florida auf und absolvierte ein Studium an der Florida State University. Erste internationale Erfahrungen sammelte er im Jahr 2023, als er bei den U23-NACAC-Meisterschaften in San José mit 8,10 m die Silbermedaille hinter seinem Landsmann Malcolm Clemons gewann. Im Jahr darauf nahm er an den Olympischen Sommerspielen in Paris teil und schied dort mit 7,83 m in der Qualifikationsrunde aus.
2024 wurde Davis US-amerikanischer Meister im Weitsprung.